# Ризван (бахаи)
Ризван (араб. رضوان‎ Riḍwán; персидская транслитерация: Riḍván, персидское произношение: [ɾezvɒːn]) — это двенадцатидневный праздник в Вере Бахаи, знаменующий провозглашение Бахауллой того, что он был Явлением Бога. В календаре Бахаи праздник Ризван начинается на закате 13-го дня месяца Джалал, который приходится на 20 или 21 апреля, в зависимости от астрономической даты весеннего равноденствия (ровно один месяц в григорианском календаре после равноденствия). Первый, девятый и двенадцатый дни Ризвана являются выходными, поэтому работа и посещение школы должны быть приостановлены.
«Ризван» означает рай и назван в честь сада Ризван за пределами Багдада, где Бахаулла остановился на двенадцать дней после того, как власти Османской империи изгнали его из города и до того, как он отправился в Константинополь.
Для бахаи, это самый святой и самый значимый из всех праздников.

## История
В 1844 году Сийид Али Мухаммад из Шираза провозгласил, что он является «Бабом» (араб. "Врата"‎). Его последователи стали известны как Баби. В Писаниях Баба было введено понятие «Того, кого явит Бог», пророческой фигуры, Чье пришествие, как верят бахаи, было предопределено в священных писаниях всех великих религий мира.
Бахаулла утверждал, что его миссия была обетованной Бабом, и была открыта ему в 1853 году, во время заключения в тюрьме Сиях-Чаль в Тегеране, Иран. После его освобождения, Бахаулла был изгнан из Персии, и поселился в Багдаде, который стал центром деятельности Баби. Хотя он открыто не объявлял о своем положении, Бахаулла стал лидером общины Баби.
Рост влияния Бахауллы в городе и возрождение общины персидских баби привлекли внимание его врагов в исламском духовенстве и персидском правительстве. В конечном итоге им удалось добиться от Османской империи ссылки Бахауллы из Багдада в Константинополь (нынешний Стамбул).

## Сад Наджибийя
Перед тем, как Бахаулла отправился в Константинополь, многие захотели посетить его. Для того, чтобы его семья могла подготовиться к поездке и чтобы принять всех посетителей, он решил переехать в сад Наджибийя, который находился на небольшом острове реки Тигр близ Багдада.

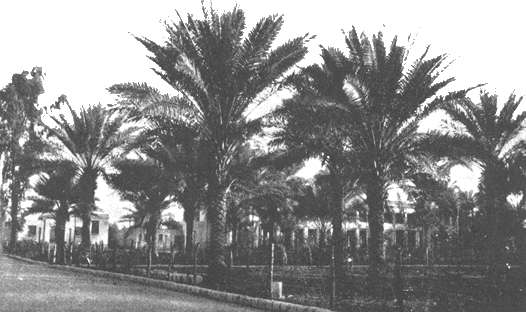
Сад Ризван, Багдад

 Он прибыл в сад 22 апреля 1863 года (на 31 день после праздника Навруз, который обычно приходится на 21 марта) в сопровождении его сыновей Абдул-Баха, Мирзы Михди и Мирзы Мухаммада Али, его секретаря Мирзы Ака Яна и некоторых других, и пробыл там в течение следующих одиннадцати дней.
По прибытии в сад, Бахаулла впервые объявил свою миссию и положение небольшой группе друзей и близких. Точный характер и детали самой декларации Бахауллы неизвестны. Сообщается, что по словам дочери Бахауллы Бахийи Ханум, Бахаулла заявил о своей миссии сыну Абдул-Баха и еще четырем людям. К тому времени некоторые баби уже пришли к осознанию того, что Бахаулла был Обетованным, благодаря многочисленным замечаниям, которые он делал в течение предыдущих нескольких месяцев в Багдаде. Похоже, что большинство других Баби не знали о положении Бахауллы еще в течение нескольких лет, пока он не прибыл в Эдирне.
В течение следующих одиннадцати дней Бахаулла принимал посетителей, включая губернатора Багдада. Семья Бахауллы не смогла присоединиться к нему до 30 апреля, на девятый день, так как после прибытия Бахауллы река поднялась и затруднила путь в сад. На девятый день наводнение спало. На двенадцатый день Своего пребывания в саду Наджибийя Бахаулла и его семья покинули сад и отправились в Константинополь.

## Праздник
В книге Китаб-и-Агдас, написанной в 1873 году, Бахаулла описывает Ризван как одно из «двух Величайших Празднеств», наряду с Декларацией Баба. Затем он указал, что первый, девятый и двенадцатый день являются святыми днями; эти дни отмечают дни прибытия в сад Бахауллы, его семьи и день, когда они покинули сад Ризван соответственно.
Праздник Ризван соблюдается в соответствии с календарем Бахаи и начинается в тридцать второй день года бахаи, который выпадает на 20 или 21 апреля. Праздник начинается за два часа до захода солнца, что символизирует время, в которое Бахаулла вошел в сад. В первый, девятый и двенадцатый дни, которые являются святыми днями Бахаи, работа запрещена. В настоящее время община собирается в эти три святых дня для совместных молитв и празднования.

## Значение
Время, которое Бахаулла провел в саду Ризван в апреле 1863 года, и связанный с ним праздник имеет глубокое значение для бахаи. Бахаулла называет это одним из двух «Величайших Празднеств» и описывает первый день как «День высшего блаженства», а затем описывает Сад Ризван как «Место, откуда он осиял весь мир творения блеском Имени Своего — Всемилостивый».
Этот праздник имеет важное значение из-за декларации Бахауллы нескольким последователям о том, что он есть «Тот, кого явит Бог» и Явитель Бога, таким образом, Ризван знаменует начальную точку Веры Бахаи, делая ее независимой от религии Баби, одновременно исполняя все пророчества Баба. Также важно то, что Бахаулла покинул свой дом в Багдаде, который он обозначил «Величайшим Домом», чтобы войти в сад Ризван. Бахаулла сравнивает этот переход из «Величайшего Дома» в сад Ризван с путешествием Мухаммада из Мекки в Медину.
Кроме того, во время первого дня пребывания Бахауллы в саду он сделал еще три заявления: (1) отменил религиозную войну, которая была разрешена при определенных условиях в Исламе и вероисповедании Баби; (2), заявил, что другое Богоявление не появится раньше чем через 1000 лет; и (3), что все имена Бога полностью проявились во всем сотворенном. Эти заявления появляются в тексте, написанном спустя несколько лет после 1863 года, который был включен в сборник «Дни поминовения». Надер Саиди утверждает, что эти три принципа «подтверждены, изложены и институционализированы» в труде «Китаб-и-Агдас» Бахауллы, который был завершен в 1873 году.

## Выборы Бахаи
Период праздника Ризван — это время, когда ежегодно проводятся выборы Местных и Национальных Духовных Собраний бахаи, а также выборы Всемирного Дома Справедливости, проводящиеся каждые пять лет.

## Послания к Ризвану
Как правило в первый день Ризвана Всемирный Дом Справедливости отправляет «Послание к Ризвану» всем бахаи мира, в котором обычно рассматриваются события предыдущего года и дается руководство на предстоящий год.